# Obereopsis angolana
Obereopsis angolana är en skalbaggsart som beskrevs av Stefan von Breuning 1957. Obereopsis angolana ingår i släktet Obereopsis och familjen långhorningar.
Artens utbredningsområde är Angola. Inga underarter finns listade i Catalogue of Life.